# Loudet
Loudet ist eine französische Gemeinde mit 194 Einwohnern (Stand 1. Januar 2022) im Département Haute-Garonne in der Region Okzitanien (zuvor Midi-Pyrénées). Die Einwohner werden als Loudétois bezeichnet.

## Geographie
Umgeben wird Loudet von den fünf Nachbargemeinden:
| Sédeilhac     | Saint-Plancard                              |          |
| Franquevielle | Kompassrose, die auf Nachbargemeinden zeigt | Le Cuing |
|               | Ponlat-Taillebourg                          |          |

## Bevölkerungsentwicklung
| Jahr                       | 1962 | 1968 | 1975 | 1982 | 1990 | 1999 | 2006 | 2012 | 2017 |
| -------------------------- | ---- | ---- | ---- | ---- | ---- | ---- | ---- | ---- | ---- |
| Einwohner                  | 232  | 231  | 232  | 236  | 212  | 218  | 215  | 198  | 196  |
| Quellen: Cassini und INSEE |      |      |      |      |      |      |      |      |      |

## Sehenswürdigkeiten

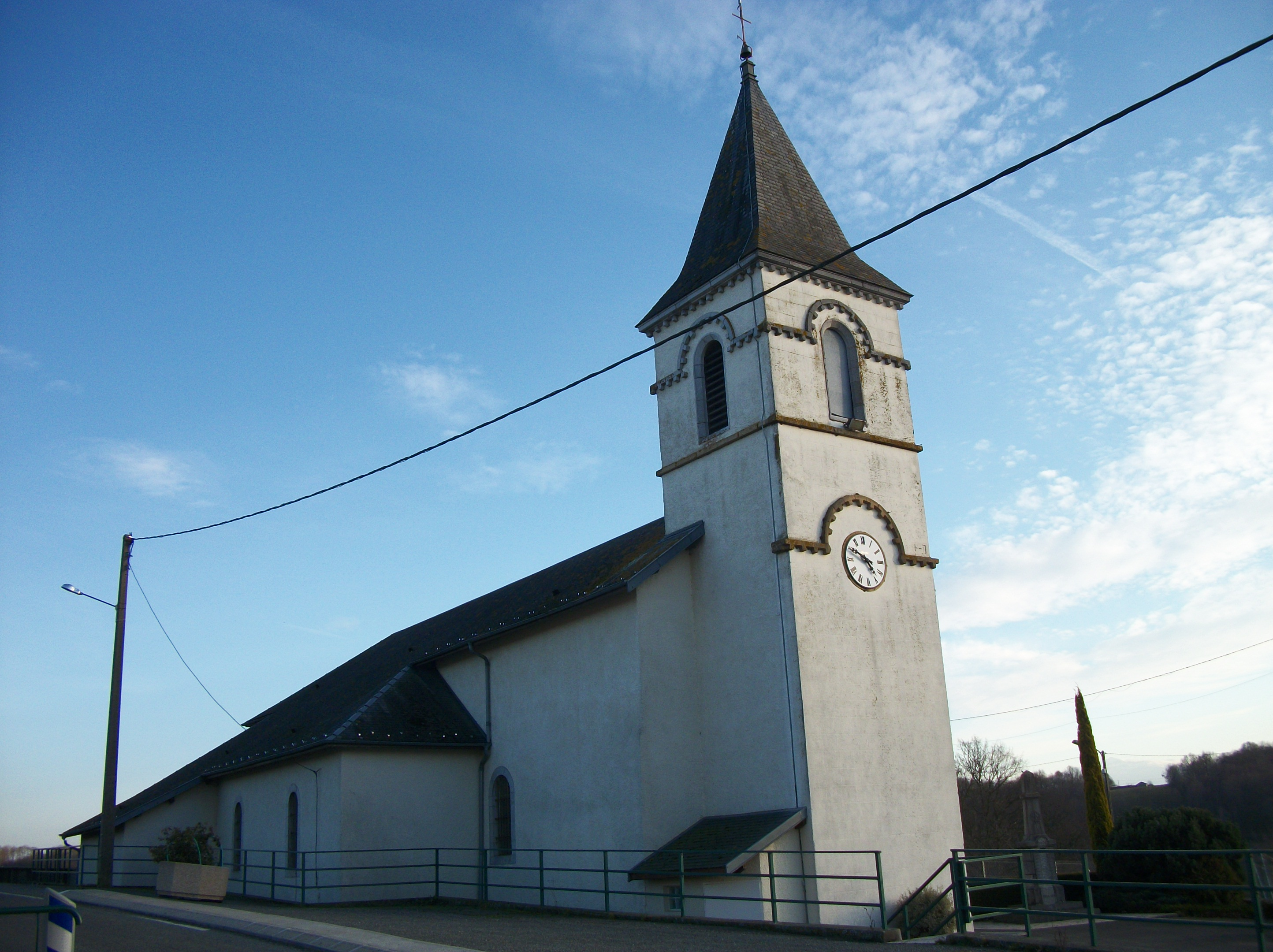
Kirche Notre-Dame

- Kirche Notre-Dame, erbaut im 19. Jahrhundert